# Timothy Gudsell
Timothy Owen Gudsell (* 17. Februar 1984 in Feilding) ist ein ehemaliger neuseeländischer Radrennfahrer.

## Sportliche Laufbahn
Timothy Gudsell gewann 2003 zum ersten Mal die neuseeländische Meisterschaft im Scratch auf der Bahn. Im Jahr darauf gewann er jeweils eine Etappe der Tour of Wellington und der Tour of Southland. 2005 wiederholte er seinen Etappensieg bei der Tour of Southland. Bei den Arafura Games 2005 gewann er auf der Bahn die Mannschaftsverfolgung, das Punktefahren und den Scratch. 2006 gewann er eine Etappe bei der Tour of Wellington und beendete die UCI Oceania Tour als Sechster. Bei den Commonwealth Games im März gewann er in der Mannschaftsverfolgung die Bronzemedaille.
Ab 2007 fuhr Gudsell für Française des Jeux, wo er auch schon im Vorjahr als Stagiaire tätig gewesen war. Als erste große Rundfahrt bestritt er den Giro d’Italia, den er allerdings nach einem Sturz nicht beenden konnte.
2008 startete Gudsell im Straßenrennen der Olympischen Spiele in Peking, beendete es aber nicht. Zwei Jahre später wurde er neuseeländischer Meister im Kriterium. Im Jahr darauf beendete er seine Radsportlaufbahn, nachdem er ein Jahr lang für das neuseeländische Team PureBlack Racing gefahren war.

## Erfolge

### Straße
2004
- eine Etappe Tour of Wellington
- Mannschaftszeitfahren Tour of Southland

2005
- Mannschaftszeitfahren Tour of Southland

2006
- eine Etappe Tour of Wellington
- Gesamtwertung und eine Etappe Tour du Haut Anjou

2010
- Neuseeländischer Meister – Kriterium

2011
- eine Etappe Tour of Somerville
- eine Etappe Tour of Southland

### Bahn
2003
- Neuseeländischer Meister – Scratch

2005
- Arafura Games – Scratch, Punktefahren, Mannschaftsverfolgung (mit Jason Allen, Hayden Godfrey und Marc Ryan)

2006
- Commonwealth Games – Mannschaftsverfolgung (mit Jason Allen, Hayden Godfrey, Peter Lathan und Marc Ryan)
- Neuseeländischer Meister – Zweier-Mannschaftsfahren (mit Marc Ryan)

## Grand-Tour-Platzierungen
| Grand Tour            | 2007 | 2008 | 2009 |
| --------------------- | ---- | ---- | ---- |
| Giro d’ItaliaGiro     | DNF  | 136  | –    |
| Tour de FranceTour    | –    | –    | –    |
| Vuelta a EspañaVuelta | –    | –    | 136  |

## Teams
- 2007 La Française des Jeux
- 2008 La Française des Jeux
- 2009 Française des Jeux
- 2010 FDJ
- 2011 PureBlack Racing